# Winchite
La winchite (simbolo IMA: Wnc) è un minerale non comune del supergruppo dell'anfibolo, all'interno del quale viene collocato nel "gruppo degli anfiboli con W(OH,F,Cl)-dominante" e da lì al sottogruppo degli anfiboli di sodio-calcio dove occupa un posto nel "gruppo contenente la radice winchite nel nome"; essendo un anfibolo, appartiene agli inosilicati e pertanto alla famiglia minerale dei "silicati", e possiede composizione chimica ☐(NaCa)(Mg4Al)Si8O22(OH)2.
La winchite è definita con:
- catione magnesio (Mg2+) dominante in posizione C2+
- catione alluminio (Al3+) dominante in posizione C3+
- anione idrossile (OH-) dominante in posizione W.

## Etimologia e storia
La winchite è stata scoperta nel 1904 nella miniera di Kajlidongri, nel distretto di Jhabua (Madhya Pradesh, India) ed è stata chiamata winchite in onore dello scopritore, il geologo inglese Howard James Winch. La revisione della nomenclatura ha cambiato la definizione della winchite pertanto quella descritta da Fermor è classificabile come ferri-winchite.

## Classificazione
La classica nona edizione della sistematica dei minerali di Strunz, aggiornata dall'Associazione Mineralogica Internazionale (IMA) fino al 2009, elenca la winchite nella classe "9. Silicati (germanati)" e da lì nella sottoclasse "9.D Inosilicati"; questa viene suddivisa più finemente in base alla struttura cristallina del minerale, in modo tale che la winchite possa essere trovata nella sezione "9.DE Inosilicati con catene doppie di periodo 2, Si4O11; clinoanfiboli" dove forma il sistema nº 9.DE.20.
Tale classificazione viene mantenuta anche nell'edizione successiva, proseguita dal database "mindat.org".
Nella Sistematica dei lapis (Lapis-Systematik) di Stefan Weiß la winchite è nella classe dei "silicati" e da lì nella sottoclasse degli "inosilicati"; qui il minerale si trova nella sezione di quelli che hanno struttura "[Si4O11] a due bande 6-; anfiboli Na-Ca" dove forma il sistema nº VIII/F.09.
Anche la classificazione dei minerali secondo Dana, usata principalmente nel mondo anglosassone, elenca la winchite nella famiglia dei silicati; qui è nella classe degli "inosilicati: catene doppie non ramificate, W=2" e nella sottoclasse degli "inosilicati: catene doppie non ramificate, configurazione anfibolo W=2" dove forma il "gruppo 3, gli anfiboli sodico-calcici" con il numero di sistema 66.01.03b.

## Abito cristallino
La winchite cristallizza nel sistema monoclino nel gruppo spaziale C2/m (gruppo nº 12) con i parametri reticolari a = 9,834 Å, b = 18,062 Å, c = 5,300 Å e β = 104,45°,oltre ad avere 2 unità di formula per cella unitaria.

## Origine e giacitura
La winchite è stata trovata all'interno di scisti con depositi di manganese metamorfosati di basso grado, in metabasalti di facies giadeite-glaucofano e anfibolite-eclogite, in selci manganifere che hanno subìto metamorfismo di facies a scisti blu. La paragenesi di pende dal luogo di ritrovamento ed è con calcite, microclino, diopside, plagioclasio, apatite, tremolite per campioni rinvenuti nella miniera di Kajlidongri, in India; con omfacite, granato, rutilo, quarzo, actinolite, epidoto, albite, titanite, apatite per campioni trovati sull'Isola Margarita, in Venezuela) e con actinolite, glaucofane, albite e quarzo per esemplari trovati a Ward Creek (in California, Stati Uniti).
La winchite è stata trovata in diversi siti sparsi per il mondo, poco meno di una cinquantina. La miniera di Kajlidongri in India, è generalmente considerata la località tipo per la winchite, ma poiché nei campioni qui trovati si ha Fe3+ >> Al, la composizione del minerale corrisponde a una mistura con ferri-winchite.

## Forma in cui si presenta in natura
La winchite forma cristalli prismatici o aciculari, di dimensioni fino a 4 cm, che si presentano sotto forma di lamelle, fibre e in rosette o sferule. Il minerale è da trasparente a traslucido con lucentezza vitrea; il colore può essere blu cobalto, blu violetto, grigio lavanda, grigio, ma la winchite può essere anche incolore, mentre il colore del suo striscio è sempre grigio-azzurro.

## Proprietà ottiche
La winchite mostra un visibile pleocroismo: è incolore lungo {\displaystyle x}, azzurro-violetto lungo {\displaystyle y} e azzurro lungo {\displaystyle z}.